# Faronta aleada
Faronta aleada är en fjärilsart som beskrevs av Smith 1908. Faronta aleada ingår i släktet Faronta och familjen nattflyn. Inga underarter finns listade i Catalogue of Life.